# ليونارد دبليو. إتش. جيبس
ليونارد دبليو. إتش. جيبس هو سياسي أمريكي، ولد في 6 فبراير 1875، وتوفي في 1 يونيو 1930. نشط حزبياً في الحزب الجمهوري. وقد انتخب عضو جمعية ولاية نيويورك ‏ وانتخب عضو مجلس ولاية نيويورك ‏.
1. ↑   https://politicalgraveyard.com/bio/gibbs-giboyeaux.html#423.30.95. {{استشهاد ويب}}: |url= بحاجة لعنوان (مساعدة) والوسيط |title= غير موجود أو فارغ (من ويكي بيانات) (مساعدة)